# Snow (Hey Oh)
Snow (Hey Oh) (lub Snow ((Hey Oh))) – ballada rockowa zespołu Red Hot Chili Peppers, trzeci singel z ich dziewiątego studyjnego albumu, Stadium Arcadium. Premiera singla odbyła się 20 listopada 2006, singel zawiera skróconą wersję utworu trwającą 4:41 zamiast 5:34 w wersji z płyty.

## Wydania i spis utworów
| #                 | Tytuł                 | Długość |
| ----------------- | --------------------- | ------- |
| Maksi CD          |                       |         |
| 1.                | „Snow”                | 4:41    |
| 2.                | „Funny Face”          | 4:46    |
| 3.                | „I'll Be Your Domino” | 3:54    |
| Picture Disc (UK) |                       |         |
| 1.                | „Snow”                | 4:41    |
| 2.                | „Funny Face”          | 4:46    |
| Singiel CD        |                       |         |
| 1.                | „Snow”                | 4:41    |
| 2.                | „Funny Face”          | 4:46    |
| Singiel CD (UK)   |                       |         |
| 1.                | „Snow”                | 4:41    |
| 2.                | „Permutation (Live)”  | 3:43    |